# Lagosuchus
Lagosuchus (griego: "cocodrilo conejo") es un género extinto de pequeños arcosaurios cuyos fósiles fueron hallados en la Formación Chañares de Argentina, que data del Triásico Medio (etapa del Ladiniense), hace unos 230 millones de años. Se ha considerado generalmente como cercanamente relacionado con los dinosaurios, al ser un miembro del grupo Dinosauromorpha.

## Descripción

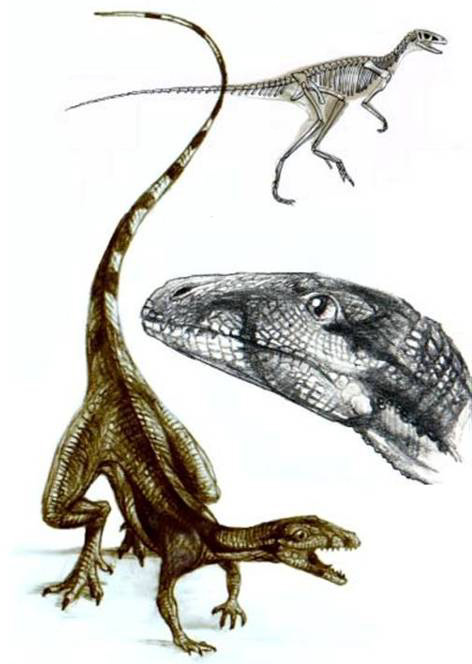
Recreación del esqueleto y reconstrucción artística.

Lagosuchus es conocido de restos muy incompletos (solo una de las extremidades posteriores, una escápula y vértebras que pueden ser asignados definitivamente a este género). Aun así, los rasgos de la pata muestran que era un arcosaurio de constitución liviana, y es notable por lo delgado de sus patas y sus pies bien desarrollados - rasgos que comparte con algunos dinosaurios. Estos rasgos, así como las comparaciones con sus parientes cercanos, sugieren que podía correr con sus patas traseras por breves períodos, y probablemente caminaría sobre las cuatro la mayor parte del tiempo. Lagosuchus era probablemente un ágil depredador que podría usar su velocidad para perseguir a sus presas y escapar de depredadores mucho mayores. Lagosuchus tenía un tamaño similar al de un hurón.
Lagosuchus es considerado por algunos como un género dudoso y la segunda especie asignada al mismo, L. lilloensis, fue reclasificada en un género aparte, Marasuchus por Paul Sereno en 1994.

## Biología
Se cree que Lagosuchus y Marasuchus eran formas transicionales entre los típicos reptiles de sangre fría y los dinosaurios de sangre caliente.